# Vaccino anti-tricomoniasi
Il vaccino anti-tricomoniasi è costituito da un liofilizzato contenente ceppi di Lactobacillus acidophilus inattivati. Esso sembra stimolare la produzione di anticorpi contro le forme coccoidi aberranti di lattobacilli associati con la tricomoniasi e, per reazione crociata, contro i tricomonadi stessi.
L'immunità indotta dal vaccino si protrae per circa un anno, passato il quale la vaccinazione va ripetuta.

## Indicazioni
Il vaccino è indicato nella profilassi e nel trattamento delle tricomoniasi vaginali e sembra efficace anche nei confronti di alcune vaginiti batteriche aspecifiche.
Può rappresentare un'alternativa al trattamento chemioterapico o esservi associato.
Il vaccino è controindicato in caso di ipersensibilità nota, febbre, alterazione dei parametri ematopoietici, insufficienza renale e scompenso cardiaco.

## Uso
Il vaccino viene somministrato per via intramuscolare in tre dosi da 0,5 ml ciascuna (contenente 7 miliardi di L. acidophilus) da iniettare a intervalli di 2 settimane l'una dall'altra. La dose di richiamo (0,5 ml) deve essere somministrata dopo un anno.